# Linda McMahon
Linda Marie McMahon, född Linda Marie Edwards den 4 oktober 1948 i New Bern, North Carolina, är en amerikansk fribrottningsentreprenör, affärskvinna och republikansk politiker. Den 14 februari 2017 tillträdde McMahon som USA:s småföretagarminister i Trumps kabinett. Hon avgick som USA:s småföretagarminister 12 april 2019.

## Karriär
McMahon är framförallt känd för att hon tillsammans med sin make Vince McMahon byggt upp det amerikanska fribrottningsförbundet World Wrestling Entertainment (WWE). Hon var aktiv i detta företag från 1980 till 2009. Under den tiden växte WWE från att vara ett mindre regionalt företag i New York till att bli ett multinationellt företag med stor omsättning och vinst. Hon och maken blev under processens gång förmögna och familjenamnet McMahon blev mer eller mindre synonymt med fribrottningsindustrin. Som president och senare VD över företaget skötte hon den affärsmässiga och ekonomiska sidan. Hon ansvarade och skrev även för företagets WWE-magasin.
McMahon kandiderade för republikanerna till USA:s senat för Connecticut i senatsvalen 2010 och 2012, men förlorade till demokraternas kandidat båda gångerna.
Den 7 december 2016 meddelade USA:s nästa president Donald Trump att han att nominera McMahon till småföretagarminister och chef för den amerikanska myndigheten för småföretagande och entreprenörskap, Small Business Administration, i sitt kabinett som tillträder den 20 januari 2017. Den 14 februari 2017 godkändes nomineringen av USA:s senat och samma dag svors McMahon in som småföretagarminister.
År 2017 besökte hon 68 städer i USA för att höra från småföretagare och för att stödja den skattereform som stöds av president Trump.
Hon avgick som USA:s småföretagarminister 12 april 2019. Efter avgången blev hon ordförande för America First Action, en super-PAC (Political Action Committee) som stödjer Donald Trump.